# Volker Anding (Regisseur)
Volker Anding (* 31. Mai 1950 in Radevormwald) ist ein deutscher Regisseur, Multimediakünstler und Hochschullehrer. Er wurde mehrfach mit dem Grimme-Preis ausgezeichnet.

## Leben
Anding studierte von 1967 bis 1972 Kommunikationsdesign an der Bergischen Universität Wuppertal und er Kunstakademie Düsseldorf, bei Fritz Schwegler und Irmin Kamp. 1977/78 erhielt er gemeinsam mit Thomas Struth 
das MoMA PS1 Stipendium. Es folgten erste Videokunstprojekte und Kurzfilme, die auf internationalen Festivals gezeigt und von zahlreichen Sendern ausgestrahlt wurden. 1980 wurde er Meisterschüler von Irmin Kamp.
Für den ZDF-Dokumentarfilm Der Fall des Elefanten über den Sturz des Zirkuselefanten Tuffi aus der Wuppertaler Schwebebahn erhielt er 1987 den Adolf-Grimme-Preis mit Bronze für die Regie. Für seinen Spielfilm Täglich Fernsehen (1988/89) arbeitete Anding u. a. mit dem Schauspieler und Moderator Chris Howland zusammen. Die filmische Glosse auf Medien und Sehgewohnheiten hat das ZDF-Kleine Fernsehspiel koproduziert. Das Kunst-Musik-Format Donner's Tag auf dem Kanal-4-Kulturkanal (40 Folgen) erhielt 1991 den Grimme-Preis in Silber. 
Für den Dokumentarfilm Ratten erhielt er 1999 seinen dritten Grimme-Preis. 
In Zusammenarbeit mit ZDF/ARTE entstanden die Dokumentarfilm-Projekte Geister sind auch nur Menschen (2001) und Das Spukhaus (2003). Der Dokumentarfilm Die Geister, die mich riefen erschien 2018.
Anding ist außerdem als Hochschullehrer tätig. 1992 bis 1993 übernahm er eine Dozentur an der Fachhochschule Bielefeld im Fachbereich „Neue Medien – Theorie und Praxis“, wo er sich schwerpunktmäßig dem Dokumentarfilm widmete. Am Institut für Musik und Medien der Robert Schumann Hochschule Düsseldorf besitzt er seit 2002 eine Dozentenstelle für das Fach Drehbuchentwicklung und Schnittdramaturgie. 
Volker Anding lebt und arbeitet in Wuppertal.

## Auszeichnungen
- 1986: Förderpreis des Von der Heydt-Kulturpreises
- 1987: Adolf-Grimme-Preis mit Bronze für Der Fall des Elefanten
- 1987: Preis des Internationalen Video-Festivals von Montbéliard
- 1991: Grimme-Preis mit Silber für Buch und Regie von Donner’s Tag" bei Kanal 4, Folgen 1-3, stellvertretend für das gesamte Team (Volker Anding, Peter Nadermann, Joachim Ortmanns, Axel Wirths)
- 1999: Adolf-Grimme-Preis für Buch, Regie, Co-Autor/Regisseur war Enno Hungerland (WDR)